# ヨメキン ヨメとド近眼
『ヨメキン ヨメとド近眼』（ヨメキン ヨメとドきんがん）は、葛西りいちによる日本の漫画作品。講談社の『イブニング』にて2010年16号より2012年9号まで連載。作者本人とその夫の、現在や過去の実生活をモデルとした、ギャグ漫画ふうエッセイ漫画である。

## 登場人物
ヨメ
葛西りいち本人。アシスタント修行を経てプロデビューし、数本の連載を持った漫画家まがい。強情な性格で夫婦生活の主導権を握るも、マイペースなド近眼に翻弄される日々を送る。
ド近眼
夫。エロ漫画家。成人漫画や携帯電話向けサイトで活躍している。美少女フィギュアとコロッケと、所有はしていないがフェラーリを愛する。
ファミ村
ヨメのアシスタント時代の後輩であり、友人。いちご柄など、ファンシーな物を心から愛する。ファミコンマニアでもある。

## 単行本
- 葛西りいち『ヨメキン［ヨメとド近眼］』 講談社〈イブニングKC〉、全3巻
  1. 2011年1月21日初刷発行（同日発売）、ISBN 978-4-06-352347-8
  2. 2011年9月23日初刷発行（同日発売）、ISBN 978-4-06-352377-5
  3. 2012年7月23日初刷発行（同日発売）、ISBN 978-4-06-352419-2